# 法蘭西斯·勒杜
法蘭西斯·勒杜（法語：Francis Ledoux，1906年6月10日—1990年7月10日）是法國翻譯家，將多本英美文學作品譯為法文，包括查爾斯·狄更斯、田納西·威廉斯等人的作品，以及《魔戒》、《哈比人》等J·R·R·托爾金傳說故事集作品。
1972年，他翻譯的《魔戒》首部曲《魔戒現身》法文譯本獲得了最佳外文书奖。